# Detomidyna
Detomidyna (łac. detomidinum) – organiczny związek chemiczny zbudowany z reszty imidazolu połączonej mostkiem metylenowym z pierścieniem o-ksylenu, będący agonistą receptora α2-adrenergicznego. Jest stosowana jako środek uspokajający dla koni. Zwykle podawana jest w postaci soli, jako chlorowodorek. Oficjalnie zatwierdzona przez FDA do stosowania u koni, jednak badano ją pod kątem stosowania u innych dużych zwierząt. Ma właściwości uspokajające, nasenne i przeciwbólowe. Jest dostępna pod nazwami handlowymi Dormosedan lub Equimidine. 